# Резолюция Совета Безопасности ООН 722
Резолюция Совета Безопасности ООН 722 была принята 29 ноября 1991 года после рассмотрения доклада Генерального секретаря Хавьера Переса де Куэльяра о Зоне Сил Организации Объединённых Наций по наблюдению за разъединением (СООННР). Совет отметил их усилия по установлению прочного и справедливого мира на Ближнем Востоке.

## Подробности
В резолюции было решено призвать заинтересованные стороны к немедленному выполнению резолюции 338 (1973), в ней был продлен мандат Сил по наблюдению ещё на шесть месяцев до 31 мая 1992 года и содержалась просьба к Генеральному секретарю представить доклад о ситуации по истечении этого периода.
Что касается расширения Вооруженных сил, то Председатель Совета Безопасности сказал, что, хотя ситуация спокойная, она остается опасной до тех пор, пока не будет достигнуто «всеобъемлющее урегулирование, охватывающее все аспекты ближневосточной проблемы».

### Заявление председателя
В связи с только что принятой резолюцией о продлении мандата сил Организации Объединённых Наций по наблюдению за разъединением я уполномочен сделать следующее дополнительное заявление от имени Совета Безопасности:
Как известно в пункте 24 доклада Генерального секретаря о силах Организации Объединённых Наций по наблюдению за разъединением говорится: «Несмотря на нынешнее затишье в Израильско-Сирийском секторе, положение на Ближнем Востоке в целом продолжает оставаться потенциально опасным и, по-видимому, останется таковым до тех пор, пока не удастся достичь всеобъемлющего урегулирования, охватывающего все аспекты ближневосточной проблемы».

Это заявление Генерального секретаря отражает точку зрения Совета Безопасности.